# Fin des temps
Pour les articles homonymes, voir La Fin des temps (homonymie).
La fin des temps est un avenir décrit de diverses manières dans les eschatologies de plusieurs religions du monde (abrahamiques et non abrahamiques) qui dit que les événements mondiaux atteindront un jour leur paroxysme.
Dans le langage courant elle peut aussi être utilisée pour évoquer une « fin du monde » tel que nous le connaissons, ou une fin de l'humanité. Dans diverses religions, telle celle des Mayas, elle désigne la fin d'un cycle de création/destruction, représentation symbolique de la succession chronologique des évènements pour cette civilisation particulièrement exposée aux aléas volcaniques et climatiques. En sciences cette expression est synonyme de fin du temps en tant que dimension de la physique.

## Dans les mythologies et les religions
La notion de fin des temps (mais pas forcément l'expression même) est présente dans certaines mythologies et les religions. Il n'existe dans le calendrier maya, à caractère divinatoire et religieux, ainsi que dans le corpus des inscriptions maya, aucune prédiction de fin des temps ou de quelque bouleversement majeur pour l'année 2012, et les scénarios de fin des temps prétendant s'inspirer de ce calendrier relèvent de la pseudo-science. Une découverte en mars 2010 de peintures murales, de hiéroglyphes et du plus ancien calendrier lunaire maya (1 200 ans) sur le site de Xultun, révélés en mai 2012 dans un article publié par la revue scientifique Science, est venue par ailleurs contredire la date de 2012 comme fin d'un cycle ou du monde, les murs étant couverts de calculs allant au-delà de cette date, certains jusqu'à 7 000 ans.
Les « Terreurs de l'an mille » sont un mythe de la Renaissance du XVIe siècle repris par des historiens romantiques tels que Jules Michelet, et a été réfuté par la plupart des historiens contemporains. On commençait à peine à dater les événements par rapport à la naissance de Jésus-Christ, de sorte que la grande majorité de la population n'avait pas conscience que l'on passait l'an mille.

## Bible
L’expression « temps de la fin » ou « fin des temps » (selon les traductions) figure en revanche six fois dans les prophéties bibliques du Livre de Daniel : 

« Au temps de la fin le roi du Sud engagera le combat avec [le roi du Nord] par une poussée, et le roi du Nord se précipitera sur lui avec des chars et des cavaliers et de nombreux navires. »

— Livre de Daniel, 11:41-45
 et plus loin : 

« Et quant à toi, ô Daniel, rends secrètes ces paroles et scelle le livre, jusqu'au temps de la fin. Beaucoup rôderont çà et là, et la vraie connaissance deviendra abondante. »

— Livre de Daniel, 12:4
Les passages eschatologiques se retrouvent à de nombreux endroits dans la Bible, tant dans l'Ancien que dans le Nouveau Testament. Dans l'Ancien Testament, l'eschatologie apocalyptique se trouve notamment dans Isaïe 24-27 et 56-66, Joël, Zacharie 9-14, ainsi que dans les derniers chapitres d'Ézéchiel. Dans le Nouveau Testament, les passages applicables comprennent Matthieu 24, et la parabole des brebis et des boucs (Mt 25:32-33), Marc 13, et le Livre de l'Apocalypse - l'Apocalypse occupant souvent une place centrale dans l'eschatologie chrétienne.
Les mouvements millénaristes chrétiens, juifs ou « Nouvel-Âge » interprètent ces passages comme l'annonce d'une destruction du monde actuel dans le but de le remplacer par un monde conforme aux plans divins.

Animation illustrant le Big Crunch.

## La fin des temps en physique
En physique quantique, le temps est une dimension de la gravitation qui peut disparaître (s'arrêter) dans certaines conditions.
En cosmologie, le Big Crunch ou effondrement terminal est un des possibles destins de l'Univers. Il désigne la contraction et disparition finale de l'Univers, c'est-à-dire de l'espace-temps. C'est donc au sens littéral une fin du temps, puisque le retour du cosmos à un point de singularité d'origine arrête toute succession de phénomènes (ce qu'est par essence le temps). Vers la fin de cet effondrement, l'Univers atteint une densité et une température gigantesques. Ce scénario cosmologique se produit selon les propriétés du contenu matériel de l'Univers, en particulier les valeurs relatives de sa densité d'énergie et de sa densité critique.